# Корнелія Цинна
Корнелія Цинна Молодша (98 — 69 роки до н. е.) — аристократка, давньоримська матрона, дружина диктатора Гая Юлія Цезаря.

## Життєпис
Походила з аристократичного роду Корнеліїв. Донька Луція Корнелія Цинни, консула 87-84 років до н. е., та Анніі. У 84 році до н. е. вийшла заміж за Гая Юлія Цезаря, згодом диктатора. Після своєї перемоги у громадянській війні диктатор Луцій Корнелій Сулла зажадав від Цезаря розлучитися з Корнелією, але той рішуче відмовився. Тоді посаг Корнелії було конфісковано Суллою.
У 75 році до н. е. Корнелія народила  єдину дитину Юлію. Корнелія померла у 69 році до н. е. Цезар вимовив над її тілом схвальну промову, хоча такі промови на честь молодих жінок тоді були не прийняті.

## Родина
Чоловік — Гай Юлій Цезар
Діти:
- Юлія